# Bogdan Węgrzyniak

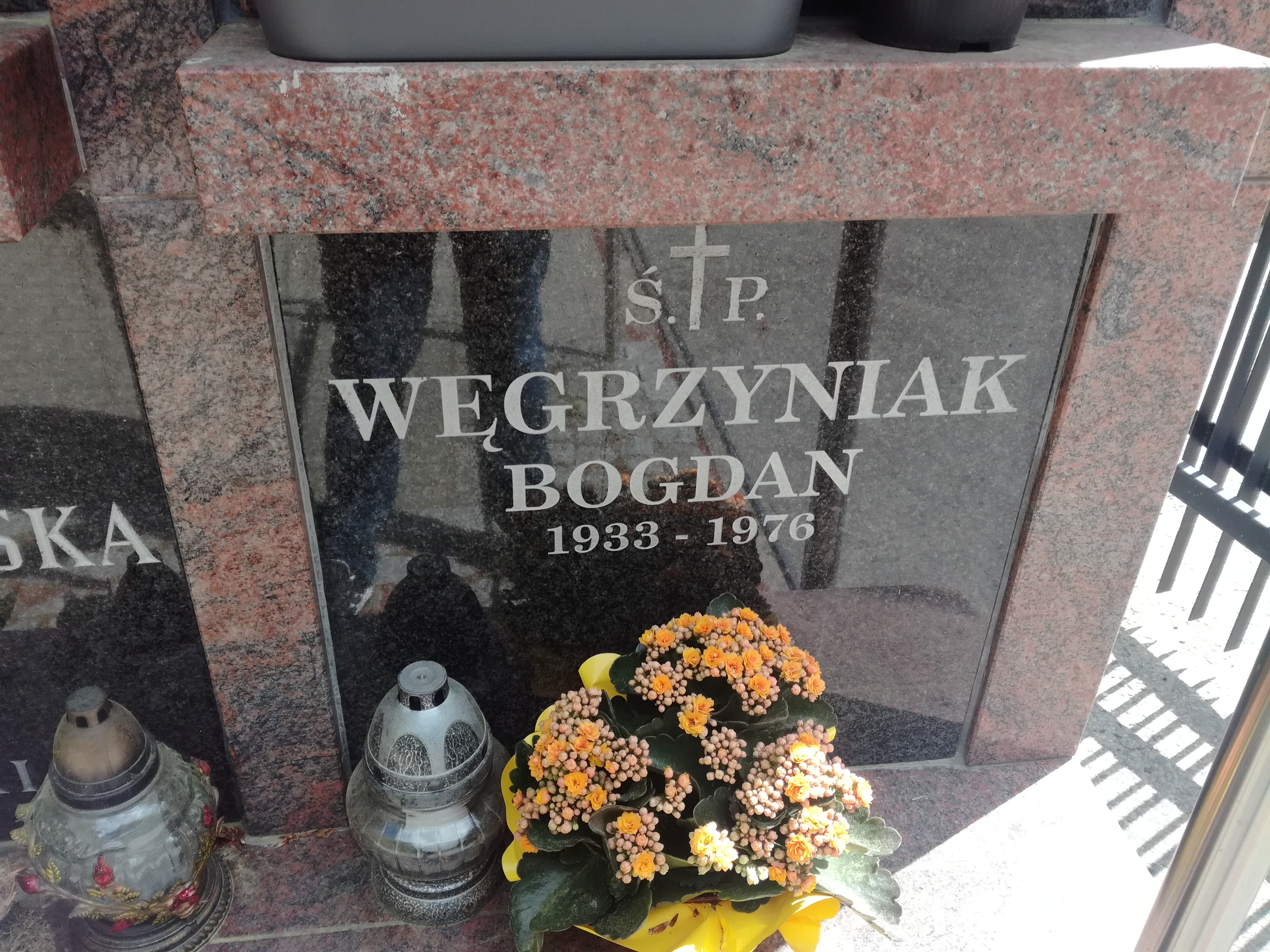
Grób Bogdana Węgrzyniaka na cmentarzu Witomińskim

Bogdan Węgrzyniak (ur. 1 marca 1933 w Przemyślu, zm. 21 maja 1976 w Wicimicach) – polski bokser, wicemistrz Europy.

## Życiorys
Syn Władysława. Wychował się nad morzem, od najmłodszych lat marzył o zawodzie marynarza, chcąc pływać po morzach i oceanach całego świata. Ukończył Szkołę Morską w Gdyni, zdobywając zawód mechanika okrętowego.
Pięściarstwem zainteresował się w szkole średniej, był wychowankiem i zawodnikiem gdańskiej Gedanii. Dysponował dobrymi warunkami fizycznymi, miał 187 cm wzrostu i ważył ok. 88 kg, prezentował się dość okazale jak na wagę ciężką. Sumiennie i wytrwale trenował, robiąc bardzo szybko postępy, to też i na sukcesy nie trzeba było długo czekać. Miał 19 lat, kiedy został po raz pierwszy wicemistrzem Polski w 1952 w najcięższej kategorii. Osiągnięcie to powtórzył w 1953 i 1954 roku. Największy sukces w karierze odniósł w barwach Gwardii, startując w mistrzostwach Europy w Warszawie 1953, został wicemistrzem Europy w kategorii ciężkiej. Przez następne dwa lata walczył w Legii Warszawa, odbywając tam służbę wojskową. W 1955 został mistrzem Polski wśród najcięższych, a także przyczynił się do zdobycia dwukrotnego drużynowego mistrzostwa kraju w 1954 i 1955 roku. Uczestniczył w mistrzostwach Europy w Berlinie Zachodnim 1955, lecz nie udało mu się powtórzyć osiągnięcia sprzed dwóch lat, gdyż przegrał swój pierwszy pojedynek. W reprezentacji Polski wystąpił 12 razy, odnosząc 8 zwycięstw i ponosząc 4 porażki w latach 1952-1955.
W 1953 został odznaczony Srebrnym Krzyżem Zasługi za zasługi i osiągnięcia w dziedzinie kultury fizycznej i sportu.
Po zakończeniu służby wojskowej, rozstał się z boksem w najmniej oczekiwanym momencie. Był pewnym i jedynym kandydatem w swojej kategorii wagowej do wyjazdu na igrzyska olimpijskie w Melbourne w 1956 roku. Kariera sportowa Bogdana trwała krótko, zszedł z ringu tak szybko jak się w nim pojawił, nie miał jeszcze skończonych 23 lat. Ciągnęło go morze, pracował w swoim wymarzonym zawodzie, gdzie pływał na statku, jako oficer marynarki handlowej. Zginął tragicznie w wypadku samochodowym – wracając z rejsu do domu. Pochowany został na cmentarzu Witomińskim w Gdyni w kolumbarium (kwatera 90-13-9).